# 約翰·霍夫曼 (神經學家)
約翰·霍夫曼（德語：Johann Hoffmann，1857年3月28日—1919年11月1日）是一名德國神經學家。
霍夫曼因描述霍夫曼氏反射和韋爾尼希-霍夫曼病（現在的脊髓性肌肉萎縮症1型）而知名。他在沃爾姆斯接受教育，在海德堡學習醫學。他在威廉·海因里希·歐勃教授手下工作，並接替他成為海德堡的神經學負責人。